# José Calvário
José Calvário (* 1951 in Porto; † 17. Juni 2009 in Oeiras) war ein portugiesischer Musiker, Komponist und Dirigent.

## Leben
José Calvário hatte bereits als Kind Klavierunterricht und besuchte ab 1957 das Musikkonservatorium in Porto. Im Alter von zehn Jahren gab er mit dem Sinfonieorchester von Porto unter der Leitung des Dirigenten Silva Pereira sein erstes öffentliches Konzert. Nach einem dreijährigen Studienaufenthalt in der Schweiz belegte er 1971 den zweiten Platz beim portugiesischen Festival da Canção mit dem Lied Flor sem tempo (Komposition), gesungen von Paulo de Carvalho; 1972 belegte sein Lied, gesungen von Carlos Mendes, Platz 1.
Er nahm an mehreren Eurovision Song Contests teil:
- Eurovision Song Contest 1972: A festa da vida (Komposition)
- Eurovision Song Contest 1974: E depois do adeus (Komposition, Dirigat)
- Eurovision Song Contest 1977: Portugal no coração (Dirigat)
- Eurovision Song Contest 1985: Penso em ti, eu sei (Dirigat)
- Eurovision Song Contest 1988: Voltarei (Komposition, Text, Dirigat)

Mit dem Sinfonieorchester der Ungarischen Staatsoper nahm er 1996 das Album Maps auf. 2009 wurde er für sein Werk beim Festival da Canção geehrt.
Er starb am 17. Juni 2009 an den Folgen eines 2008 erlittenen Schlaganfalls und hinterlässt eine Frau und zwei Kinder.